# Consoles +
Consoles + è stata una rivista mensile dedicata ai videogiochi, edita da Éditions Mondiales e in seguito da EM-Images (società controllata da Éditions Mondiales e del gruppo EMAP), poi da EMAP Alpha, quindi Emap France, poi Future Francia, poi Yellow Media e infine MER7 dal luglio 1991 al dicembre 2012.
In origine, Consoles + era l'adattamento francese della rivista britannica Mean Machines, "fratello minore" di Computer & Video Games. Il suo n° 0 è stato pubblicato nel luglio 1991 come numero speciale della rivista Tilt. Il n°1 è stato pubblicato il 4 settembre 1991.
Il primo redattore capo è Jean-Michel Blottière. Alain Huyghues-Lacour, noto come AHL, gli succedette nel 1994 dopo aver lasciato la rivista Joypad e ricoperto la carica per 10 anni.
Dal 2011 la rivista ha incontrato grandi difficoltà con una costante e progressiva diminuzione dei suoi lettori. Nel 2012 il numero di abbonati alla rivista è sceso al di sotto dei 2 000 e le vendite totali sono state inferiori alle 6 000 copie per numero, ben al di sotto del punto di pareggio.
L'8 novembre 2012 , l'editore venne posto in liquidazione coatta. Un mese dopo si moltiplicano i default di pagamento, tanto per i membri della redazione quanto per i fornitori. Il numero di dicembre dedicato a Wii U segna la fine di Console +.
Alcuni ex collaboratori della rivista rimasero attivi nel giornalismo videoludico. Molti di loro, accompagnati da Alain Huyghues-Lacour, fanno parte del team di lancio di Gameblog, un sito lanciato due anni dopo l'acquisizione da parte di Future. Alcuni si sono uniti ad altre riviste come Video Games Magazine o Video Gamer, altri al canale televisivo Nolife. Quanto al marchio "Consoles +", è stato acquistato dall'ex editore di Gamekyo, senza però che vi fosse legato un progetto specifico.